# Tarxien
Tarxien (officiële naam Ħal Tarxien, uitspraak: tarsjien) is een kleine plaats en tevens gemeente in het zuidoosten van Malta.
Ze telt 7608 inwoners (november 2005). Tijdens de zomermaanden daalt dit aantal met één derde omdat veel inwoners tijdelijk verhuizen naar de Maltese kust.
De plaatsnaam kan afkomstig zijn van Tarzin ( een Arabisch woord voor een soort boom) of van Tirix, wat staat voor een grote steen zoals deze gebruikt in de bekende tempels van Tarxien, die op de Werelderfgoedlijst van UNESCO staan.
De kerk van Tarxien is gewijd aan de Annunciatie (Maltees: il-Lunzjata). De jaarlijkse festa ter ere van de Annunciatie wordt gevierd eind mei of op de eerste zondag van juni. Twee andere dorpsfeesten ter ere van Maria hebben plaats op de derde zondag van juli en de eerste zondag van oktober.

## Zie ook

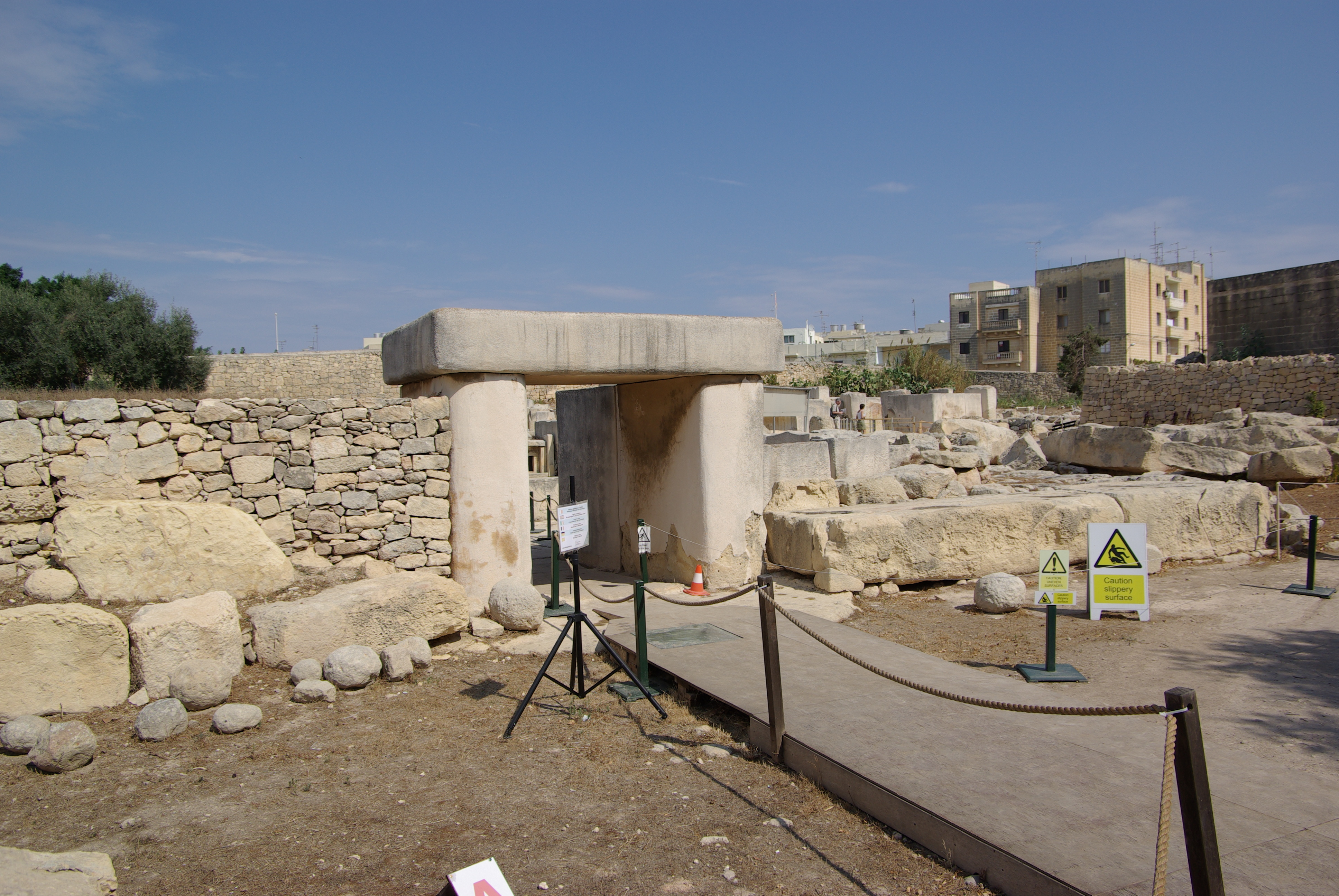
Ingang megalithisch tempelcomplex Tarxien

## Geboren
- Thea Garrett (1992), zangeres